# Jerónimo Podestá
Jerónimo José Podestá (ur. 8 sierpnia 1920 w Ramos Mejía, zm. 23 czerwca 2000 w Buenos Aires) – argentyński duchowny katolicki, biskup Avellaneda w latach 1962–1967

## Życiorys
Jerónimo José Podestá w młodości zamierzał zostać lekarzem. W 1940 roku zrezygnował jednak ze studiów medycznych i wstąpił do seminarium duchownego archidiecezji La Plata. Święcenia kapłańskie otrzymał 15 września 1946 roku. Później kontynuował edukację na Uniwersytecie Laterańskim w Rzymie. W 1950 roku powrócił do Argentyny i został wykładowcą teologii oraz prawa kanonicznego w seminarium duchownym archidiecezji La Plata. W 1962 roku został mianowany ordynariuszem diecezji Avellaneda. Sakrę biskupią przyjął 22 grudnia 1962 roku z rąk arcybiskupa La Platy, Antonio José Plazy.
W okresie swojego pontyfikatu zaangażował się w Ruch Kapłanów dla Trzeciego Świata. Popadł w konflikt z prezydentem Argentyny, Juanem Carlosem Onganía. Jednocześnie głosząc liberalne poglądy i teologię wyzwolenia wdał się w spór z nuncjuszem apostolskim Humberto Mozzonim. W 1967 roku zrezygnował z funkcji biskupa diecezjalnego. 2 grudnia 1967 roku został mianowany biskupem tytularnym Horrea Aninici.
Pod koniec lat sześćdziesiątych XX wieku nawiązał romans ze swoją sekretarką, Clelią Luro. W 1971 roku ożenił się z nią za co został suspendowany przez Stolicę Apostolską. Pozbawiony prawa do sprawowania funkcji duchownego rzymskokatolickiego poświęcił się pracy społecznej oraz działalności na rzecz żonatych księży. Został wiceprzewodniczącym Federacji Żonatych Kapłanów Ameryki Łacińskiej.
W 1974 roku został zmuszony przez juntę wojskową do emigracji. W latach 1974–1982 mieszkał we: Włoszech, Francji, Meksyku i Peru. Po upadku dyktatury Oscar Alende proponował mu udział w życiu politycznym kraju. Podestá odmówił mu jednak. W 1983 roku odrzucił również propozycję ubiegania się o urząd wiceprezydenta Argentyny.
Do końca życia był aktywistą ruchu żonatych duchownych w Ameryce Łacińskiej i krytykiem obowiązkowego celibatu dla księży rzymskokatolickich.
Był bliskim przyjacielem Jorge Mario Bergoglio, z którym pozostawał w przyjaźni również po odejściu z funkcji biskupa. W 2000 roku na łożu śmierci arcybiskup Buenos Aires wysłuchał jego ostatniej spowiedzi i udzielił rozgrzeszenia.